# Renée Paradis
Renée Paradis es una deportista canadiense que compitió en natación sincronizada. Ganó una medalla de oro en el Campeonato Mundial de Natación de 1982, en la prueba de equipo.

## Palmarés internacional
| Campeonato Mundial | Campeonato Mundial  | Campeonato Mundial | Campeonato Mundial |
| Año                | Lugar               | Medalla            | Prueba             |
| ------------------ | ------------------- | ------------------ | ------------------ |
| 1982               | Guayaquil (Ecuador) | Medalla de oro     | Equipo             |